# Nedre Eiker
Nedre Eiker és un antic municipi situat al comtat de Buskerud, Noruega. Té 24.431 habitants (2016) i té una superfície de 122 km². El centre administratiu del municipi és el poble de Mjøndalen.
El municipi està situat a la part sud del comtat de Buskerud. Limita amb els municipis de Lier, Drammen, Hof i Øvre Eiker. La majoria dels residents viuen als pobles de Mjøndalen, Krokstadelva, Solbergelva, i Steinberg.
El riu Drammenselva flueix a través del municipi de Nedre Eiker. És un dels rius més grans de Noruega, amb un recorregut de les curses de Tyrifjorden al nord fins al fiord de Drammen al sud.

## Ciutats agermanades
Nedre Eiker manté una relació d'agermanament amb la següent localitat:
- Enköping, Comtat d'Uppsala, Suècia